# Daltonminimum

Das Daltonminimum zwischen 1790 und 1830. Angabe der Häufigkeit als Gruppen-Fleckenzahl, Version 2, seit 1610.

^{14}C als Indikator der Sonnenaktivität der letzten 1100 Jahre: Nach 20 bis 60 Jahren sind die durch Aktivitätsmaxima hervorgerufenen Minima der ^{14}C-Entstehung mit Hilfe der Radiokohlenstoffmethode nachweisbar.

Das Daltonminimum (nach dem englischen Forscher John Dalton) war eine Periode verminderter Sonnenaktivität ungefähr zwischen 1790 und 1830.
Die Periode ging mit einem besonders kühlen Erdklima einher. Während der sogenannten Kleinen Eiszeit kam es immer wieder zu negativen Abweichungen der globalen Mitteltemperatur. Verstärkt wurde dies insbesondere durch die Tambora-Eruption und das darauf folgende Jahr ohne Sommer 1816.
Vorhergehende Minima waren das Maunderminimum (1645–1715) und das Spörerminimum (1420–1550); nach dem Daltonminimum folgte dann das Moderne Maximum (1914–2000). Es gibt Indizien, dass das Moderne Maximum, nachdem es um 1960 seinen Höhepunkt überschritten hatte, in ein neues Minimum übergehen könnte.
Bei der 24. Generalversammlung der Internationalen Astronomischen Union 2015 wurde eine revidierte Datenserie ab 1750 präsentiert, nachdem die Beobachtungsbedingungen nochmals überprüft wurden, die nun um 1885 und um 1945 weniger niedrige, respektive höhere, Sonnenfleckenzahlen angibt. Damit stellt sich auch das Daltonminimum in der Zeitreihe weniger extrem dar.